# 173. strelska divizija (ZSSR)
173. strelska divizija (izvirno rusko 173. стрелковая дивизия; kratica 173. SD) je bila strelska divizija Rdeče armade v času druge svetovne vojne.

## Zgodovina
Divizija je bila ustanovljena leta 1940 v Gjasinu in bila uničena avgusta 1941 v Umanu. Ponovno je bila ustanovljena septembra 1941 v Moskvi s preoblikovanjem 25. ljudskomilicijske strelske divizije; 1. marca 1943 je bila preoblikovana v 77. gardno strelsko divizijo. Pozneje istega leta so jo ponovno ustanovili s preoblikovanjem 150. strelske brigade.